# Regelspiel
Regelspiel ist ein Begriff der Spielwissenschaft. Er bezeichnet eine Spielform, bei der die Bedingungen des Spiels vorher vereinbart werden und ihre Einhaltung überwacht wird.

## Phänomen
Beim Regelspiel handelt es sich um ein Spielgeschehen, bei dem verbindliche Vorgaben die Abläufe bestimmen. Der Sinn besteht bei Singularspielen darin, eine selbst gesetzte Aufgabe und deren Bedingungen zu erfüllen. Der Spielende will sich an den eigenen Vorgaben messen. Bei Gemeinschaftsspielen und Wettspielen gilt es, vergleichbare Voraussetzungen für die Spielenden zu schaffen, damit ein faires Spielen zustande kommt.

## Voraussetzungen
Das Regelspiel setzt bereits ein bestimmtes kognitives Entwicklungsniveau und eine gewisse Charakterfestigkeit voraus: Der Spielende muss den Sinn von Regeln im Spiel verstehen, deren Gültigkeit akzeptieren und zu ihrer Einhaltung bereit sein. Im Gemeinschaftsspiel muss er dazu aktiv und passiv kommunizieren können. Dazu ist die Befähigung zu einem Perspektivwechsel nötig, welche die alternativen Folgen von Regelverletzungen zu erkennen erlaubt. Zudem muss eine Bereitschaft gewachsen sein, das Gewinnstreben und Siegenwollen der Regeltreue unterzuordnen und sich an Abmachungen zu halten. Das wiederum setzt die Entwicklung eines gewissen Maßes an Frustrationstoleranz voraus, die ein ehrenhaftes Verlierenkönnen beinhaltet. Der Anspruch an die kognitive Kompetenz der Spielenden ist umso höher, je komplexer und komplizierter sich das Regelwerk darstellt, das es im Spiel zu beherrschen gilt.

## Entwicklung
Spielkompetenz ist keine naturgegebene und jedem verfügbare Leistungsfähigkeit. Sie muss im Laufe des Lebens und mit dem Wachsen an Spielerfahrung erworben werden. Der französische Spielforscher Jean Piaget sieht dabei Parallelen und gegenseitige Einflussnahmen zwischen der Spielentwicklung und der Entfaltung der Denkstrukturen des Kindes. Er kennzeichnet die zu durchlaufenden Stadien mit den Stichworten „Sensumotorik, Vorstellung und Überlegung“. Diese Stadien der spielerischen Entwicklung verlaufen in drei Phasen, die er jeweils mit der fortschreitenden Intelligenzentwicklung gekoppelt sieht: Auf einer ersten, frühkindlichen Intelligenzstufe bestimmt vor allem die sinnenhafte Erfahrungssuche, angeregt über die Funktionslust, das Spielgeschehen. Sie äußert sich etwa im sogenannten „Übungsspiel“ des Kleinkinds. Dieses macht zunehmend dem sogenannten „Symbolspiel“ Platz, bei dem der Umwelt bestimmte Rollen zugeteilt und Rollen selbst übernommen werden. Erst in einer dritten Phase der Spiel- und Intelligenzentwicklung, die in das Erwachsenenspiel mündet, wird das Kind allmählich fähig, den Sinn von Regeln voll zu begreifen, sie auch selbst zu setzen und streng zu überwachen. Es beginnt die reife Phase des Regelspiels: „Ab dem siebten Lebensjahr gewinnt das Regelspiel an Bedeutung und das Reproduzieren von Szenen des realen Lebens. Das Kind wird zu sozialen Beziehungen fähig und lernt Abmachungen einzuhalten, wie sie in Brettspielen, Kartenspielen, Ballspielen unverzichtbar sind.“ Die Spielwissenschaftler Siegbert A. Warwitz und Anita Rudolf sehen die Entwicklung vom einfachen Übungs- und Funktionsspiel zum anspruchsvollen Regelspiel über Piaget hinaus als charakteristisch für jeden Kompetenzerwerb in einer neuen Spielform, noch bei Erwachsenen. Sie führen dazu etwa das Beispiel eines Gleitschirmfliegers an, der sich zunächst beim Aufziehen seines Schirms am Boden und Manövrieren im Wind spielerisch mit den technischen Möglichkeiten und seinen eigenen Fertigkeiten vertraut macht, bevor er sich anspruchsvollere spielerische Möglichkeiten wie den Wingover oder die Steilspirale beim Fliegen in der Luft erschließt.

## Beispiele
Zu den Regelspielen gehören sämtliche Spiele, bei denen bestimmte technische und regulatorische Voraussetzungen gelten oder Abmachungen getroffen werden, die einzuhalten sind, damit das Spiel gelingen kann und Sinn macht: Schon das Kind als Einzelspieler, das mit einem Ball an der Wand spielt oder Kästchen hüpft, stellt sich Aufgaben, setzt sich Grenzen, bestimmt Fehlermöglichkeiten und erlegt sich Folgen auf, die zu tragen sind, wenn der Fehlerfall eintritt. Alle anspruchsvollen Spiele wie Brettspiele, Kartenspiele, Rollenspiele, Verkehrsspiele, Sportspiele, Kampfspiele, Planspiele, Kriegsspiele, Kooperativspiele oder Friedensspiele folgen einer bestimmten Aufgabenstellung, basieren auf Regeln, sind als sogenannte Regelspiele konzipiert. Diese Art von Spiel macht nur bei regelkonformem Verhalten als Einzelspieler, Parteienspieler oder Mannschaftsspieler Sinn.

## Probleme
„In den selbstgeschaffenen Regelspielen jüngerer Kinder wird auf die Beachtung der Spielregel ebenso großer Wert gelegt wie in den traditionsgebundenen Spielen des Schulkindes.“ Obwohl das Kind jedoch bereits im Grundschulalter grundsätzlich verstehen kann, dass Regeln ein Spiel konstituieren und Regelverstöße die Fairness verletzen und das Spiel sogar zerstören oder sinnlos machen können, kommt es unter dem Drang, unbedingt gewinnen zu wollen, häufig zu Mogeleien, um die eigenen Siegeschancen zu verbessern. Selbst Jugendliche und Erwachsene sind bei übersteigertem Ehrgeiz und unbedingtem Siegeswillen nicht davor gefeit, sich unlautere Vorteile im Spiel verschaffen zu wollen. Bewusste Regelverletzungen kennzeichnen nach Piaget ein schwerwiegendes Fehlverhalten, da freiwillig eingegangene (soziale) Vereinbarungen, denen man sich zuvor unterworfen hat, aus Eigennutzdenken gebrochen werden. Hier kommt der Spielpädagogik ein bedeutsames Erziehungsfeld zu. In den großen Sportspielen erhalten neutrale Schiedsrichter, bei Spielfesten die Spielleiter die Aufgabe, die Regeltreue der konkurrierenden Parteien oder Mannschaften zu überwachen und Verstöße gegen das Reglement unnachsichtig zu ahnden. Die Spieldidaktik befasst sich mit dem Problemkomplex, wie Regelwidrigkeiten entstehen, wie sie von Erziehern und Trainern einzuordnen sind und wie im speziellen Fall ohne Moralisieren damit umgegangen werden kann.